# Leia basilewskyi
Leia basilewskyi är en tvåvingeart som beskrevs av Tollet 1956. Leia basilewskyi ingår i släktet Leia och familjen svampmyggor. Inga underarter finns listade i Catalogue of Life.